# Porto Xavier
Porto Xavier es un municipio brasileño del estado de Rio Grande do Sul.
Se encuentra ubicado a una latitud de 27º54'20" Sur y una longitud de 55º08'15" Oeste, estando a una altitud de 115 metros sobre el nivel del mar. Su población estimada para el año 2016 era de 10.737 habitantes.
Ocupa una superficie de 269,15 km². Se encuentra a orillas del río Uruguay, que hace de frontera con San Javier, en la provincia de Misiones en Argentina, localidades conectadas por balsas. Existe un proyecto de construir un puente entre ambos países, cuya finalización está proyectada para 2022.